# Burden, Kansas
Burden är en ort i Cowley County i Kansas. Vid 2020 års folkräkning hade Burden 512 invånare.